# F. Augustus Heinze
Fritz Augustus Heinze  (Brooklyn, Nova Iorque, 5 de dezembro 1869 – Saratoga, 4 de novembro de 1914) foi um dos três "Reis do Cobre" de Butte, Montana, juntamente com William Andrews Clark e Marcus Daly.  Era um indivíduo inteligente, carismático e desonesto, mas também era visto como um herói sobretudo por muitos dos cidadãos de Montana.